# The Saint's Adventure
The Saint's Adventure è un film muto del 1917 diretto da Arthur Berthelet e prodotto dalla Essanay di Chicago.
Definito a nationally known figure in sociological and child uplift work, l'ex giudice Willis Brown - considerato l'autore del soggetto del film - venne tolto dai credit, e il copyright riporta come solo autore il nome di James Campbell.

## Trama
Mentre è impegnato nella sua battaglia per ripulire i bassifondi, il giovane reverendo Paul Manson scopre che una delle sue chiese possiede alcune delle peggiori case popolari. Ma la congregazione rifiuta di restaurarle e Paul entra in crisi. Per guarire dall'esaurimento nervoso, il giovane pastore viene mandato a passare qualche tempo in mezzo alla natura e ai boschi. Ma Joe Farley, un vagabondo, gli ruba i vestiti. L'uomo, che gli somiglia molto, viene trovato morto e, di conseguenza, quando ne ritrovano il corpo, tutti pensano che il cadavere sia quello di Paul.
Dopo aver letto la notizia sul giornale, Paul decide di tornare in città vestendo i panni di un operaio per poter così impostare sotto quelle vesti il risanamento dei quartieri degradati. Viene però riconosciuto dalla signora Farley che dichiara a tutti che quello è il marito scomparso. Sebbene i due non vadano a vivere insieme, Paul coinvolge la donna nei suoi progetti, accettandone l'aiuto. Riesce, in questo modo, a mobilitare la città e gli elettori che inducono la congregazione a riqualificare i quartieri, abbattendo le case fatiscenti e facendone costruire delle nuove case.
Quando Paul viene riconosciuto da uno dei membri della congregazione, il giovane rifiuta di ritornare alla sua vecchia vita, deciso a vivere da quel momento in poi insieme alla gente che ha aiutato dopo essersi sposato con la signora Farley.

## Produzione
Il film fu prodotto dalla Essanay Film Manufacturing Company.

## Distribuzione
Distribuito dalla K-E-S-E Service, il film uscì nelle sale cinematografiche statunitensi il 7 maggio 1917.